# Massive Attack
Massive Attack je elektronski sastav iz Bristola, UK, osnovan 1988. godine od strane Granta "Dedi Dži" (engl. Daddy G) Maršala, Endrua "Mešrum" (engl. Mashroom) Voulsa i Roberta "3D" Del Naje. Bend se smatra jednim od rodonačelnika trip-hop žanra.
Debitantski album grupe Blue Lines, objavljen je 1991. godine, a singl Unfinished Sympathy dospeo je na top liste i često se visoko kotira na listama najboljih pesama svih vremena. Albumi Mezzazine, objavljen 1998. godine, na kome se nalazio singl Teardrop i 100th Window, iz 2003. godine, bili su na vrhu britanskih top lista. Albumi Blue Lines i Mezzazine nalaze se na Roling Stounovoj listi najboljih 500 albuma svih vremena.
Bend je tokom svoje karijere osvojio mnogobrojne nagrade, od kojih su najznačajnije Brit nagrada za najbolji britanski plesni sastav, dve MTV evropske muzičke nagrade i dve Kju nagrade.

## Istorijat

### 1988-1989 Počeci i Any Love
Didžejevi Grant Maršal i Endru Vouls i grafiti umetnik koji je postao reper, Robert Del Naja upoznali su se kao članovi kolektiva Vajld Banč (engl. The Wild Bunch), koji su činili bristolski reperi i didžejevi, koji su bili lokalne legende zahvaljujući svojim, kako legalnim, tako i ilegalnim žurkama. Massive Attack nije formiran kao klasična grupa, već je u početku više funkcionisao slično kao kolektiv iz koga je nastao, kao grupa ljudi slične muzičke orjentacije okupljena oko navedenog trija, koji je činio jezgro grupe.
1988. godine, ovaj trio je izdao singl "Any Love", na kome je pevao Karlton MekKarti, a producirao ga je bristolski duo Smit & Majti. Iste godine Nena Čeri i njen tadašnji producent Kameron "Buga ber" Mekvej su preko Nelija Hupera, jednog od bivših članova Divlje družine, upoznali 3D, koji je napisao delove Nenine pesme Menčajld. Posle toga, Mašrum je glumio didžeja na izvođenju Nenine pesme Bafalo stens u emisiji Top of d pops. Nakon što su se upoznali sa njihovom muzikom i zbližili sa članovima benda, Nena i Kameron su počeli da, preko svoje "Čeri Ber organizacije", finansiraju, između ostalih i Massive Attack. Ovo prijateljstvo se pokazalo kao krucijalno za nastanak prvog albuma benda. Mekvej je postao menadžer benda i potpisali su ugovor sa Circa rekordsom, koji je kasnije postao deo Virdžina, a kada je Virdžin prodat i deo Emija.

### 1990-1992: Blue Lines i Unfinished Sympathy
Neli Huper i Džezi Bi su trebali da produciraju prvi album, ali zbog prevelikog odugovlačenja došlo je do promene i album su koproducirali Džoni Dolar i Mekvej. Pored Dedi Džija, Mašruma i 3D, članovi grupe bili su i Šara Nelson i Triki, koji su takođe nekad bili članovi Vajld Banča. Prvi singl "Daydreaming" objavljen je 15. oktobra 1990. godine.  Album Blue Line, koji je delom sniman u Neninoj i Mekvejovoj kući u Londonu, objavljen je pola godine kasnije, u aprilu 1991. godine, distribuiran je preko Virdžin rekordsa i dočekan je sa hvalospevima kritike. Album je bio prototip za žanr koji će kasnije biti poznat kao trip-hop. Pored pesama na kojima su vokali Šara i Triki, tu su i pesme sa Endijem Horesem, a gostovali su i Vili Vi, takođe nekadašnji član Vajld Banča i Toni Brajan. Singl "Unfinished Sympathy" je proglašen za 10-i najbolji svih vremena, sa čuvenim spotom, snimljenim u Los Anđelesu, koji je postao standard u modernoj produkciju muzičkih spotova. U jednom momentu privremeno su, na nagovor menadžmenta i izdavačke kuće skratili ime na Massive, da izbegnu kontroverze vezano za zalivski rat (Massive Attack - frontalni napad), ali su se vratili na staro već sledećim singlom Safe from Harm.  
Sledeće godine objavljen je Massive Attack EP, na kome se pored 3 remiksa, našla i nova numera "Home Of The Whale", koju je otpevala Karolajn Lavel.

### 1993-1996: Protection i Melankolic etiketa
Saradnja sa Mekvejem i Dolarom nije nastavljena, jer su obojica bili fokusirani na snimanje drugog albuma, tada već Mekvejove žene Nene Čeri, a i sam Mekvej je imao stav da nije moguće dostići uspeh prvog albuma.
Nakon odlaska Šare Nelson, navodno zbog visine honorara i želje da radi na solo projektu, bend je kao gostujuće vokale angažovao Trejsi Torn iz Everything But The Girl i Nikolet, a ponovo su sarađivali i sa Endijem Horesem.
Novi album, Protection, koji su većinom producirali Neli Huper i Mašrum, objavljen je 1994. godine. Pesme "Karmacoma" i "Eurochild" koproducirali su članovi benda Insekti sa 3D i Trikijem. Album je bio uspešan, a sledeće godine objavljena je i dub remiks verzija No Protection potpisana od strane Med Profesora, koja je prodana u više od milion primeraka. Negde nakon izdavanja Protectiona Triki je napustio Massive Attack, kako bi se fokusirao na solo karijeru.
U periodu 1994-95, kada su objavljeni debitantski albumi Portisheda (Dummy) i Trikija (Maxinquaye) - nastao je i termin trip-hop, a zbog bristolskog porekla ovih muzičara, kao i Massive Attacka, počeo je da se koristi i izraz "Bristolski zvuk".
1995. godine, Massive Attack je osvojio MTV evropsku muzičku nagradu, za najbolji video, za pesmu Protection. Negde u to vreme 3D je upoznao Nila Davidža, relativno anonimnog producenta, koji je originalno trebalo da bude inženjer zvuka na novom albumu, ali je sticajem okolnosti postao producent. Iste godine bend je sarađivao sa Madonom na obradi pesme Marvina Geja "I want you", koja je na albumu koji je objavljen u njegovu čast, a snimili su i pesmu "Free The Aroma" (alternativna verzija numere "Karmacoma"), koja se našla na dobrotvornoj kompilaciji Help, u organizaciji Ratnog deteta.
1996. godine osvojili su Brit nagradu za najbolji britanski plesni sastav. Iste godine snimljena je obrada pesme "The Hunter Gets Captured By The Game", koju je otpevala Trejsi Torn, za potrebe saundtreka za film Betmen Zauvek i to je bila prva saradnja benda sa Davidžom.
1997. godine Massive Attack su osnovali Melankolik etiketu u okviru EMI izavačke kuće, držeći se filozofije nemešanja, omogućavajući umetnicima slobodu u pravljenju albuma. Neki od izvođača koji su za nju izdavali albume su: Endi Hores, Alfa, Suna i Dej One. Iste godine bend je snimio numere "Superpredator" za film Šakal  i "Wire", koja se nalazi na saundtreku filma Dobrodošli u Sarajevo.

### 1997-2001: Mezzanine, odlazak Mašruma i odsustvo Dedi Džija
Trio je počeo da se razilazi u idejama a posebno što se tiče produkcije. Mašrumu se nije dopadao pravac u kome se band kretao. Dok je 3D želeo da novi album ima više elemenata novog talasa, koji je na njega imao uticaj kao i hip-hop, Mašrum je želeo da bend ostane više privržen soulu, fanku i hip hopu. Odnos između članova benda se toliko pogoršao, da su odbijali da budu intervjuisani zajedno, a i na snimanju novog albuma, svaki član benda je radio individualno sa Davidžom, koji je bio koproducent. Prvi singl sa novog albuma bio je "Risingson", objavljen je u julu 1997. godine. Album radnog naziva "Damaged Goods" objavljen je 20. aprila 1998. godine pod nazivom Mezzanine  i debitovao je na prvom mestu britanske top liste.
Mezzanine je bio mračniji i teži sa više gitarskog zvuka, dočekan je se podeljenim mišljenjima kritike, mada je kasnije dobio epitet remek dela. Massive Attack je postao više bend okrenut živim nastupima pored semplova. Nakon "Risingson", sledeći singl bio je "Teardrop", verovatno najpristupačnija numera na albumu, otpevana od strane Elizabet Frejzer iz Kokto Tvinsa, sa spotom u kome animirani fetus peva. Endi Hores je učestvovao u tri numere, uključujući epsku "Angel", dok je "Dissolved Girl" otpevala Sara Džej. Ovo je bio prvi album koji je bio dostupan za striming preko interneta. Massive Attack je za Mezzazine dobio Kju nagradu u kategoriji najboljeg albuma, a na dodeli MTV evropskih muzičkih nagrada, od dve nominacije (Mezzanine za najbolji album i Teardrop za najbolji spot) osvojili su jednu nagradu, u istoj kategoriji kao i tri godine ranije, za najbolji spot. Pored toga, bend je bio nominovan i za Merkjuri nagradu. Krajem godine objavljena je kompilacija "Singles 90/98", kolekcija od 11 diskova, koja je sadržala do tad objavljene singlove sa remiksima i ponekom neobjavljenom pesmom ili remiksom.
1999. godine Massive Attack je imao čak 5 nominacija za Brit nagrade (najbolji bend, najbolji britanski plesni sastav, Mezanin za najbolji album, Teardrop za najbolji singl i za najbolji spot), ali na kraju nisu osvojili nijednu nagradu.
Mašrumovo odsustvo na turneji pokrenulo je glasine da je napustio Massive Attack, što je bend negirao. Ipak to se i desilo, što je i zvanično potvrđeno u septembru 1999.
Nakon okončanja turneje 3D se sa Devidžom i članovima benda Lupine Haul smestio u Ridž Farm studiju, gde su počeli snimanje novog albuma. Nakon 6 meseci snimljeno je nekih 80 sati materijala, ali pošto bend nije uspeo da ga uobliči u pesme, odlučeno je da se sa snimanjem krene ispočetka. Od snimljenog materijala, iskorišten je samo mali deo u pesmi "What your soul sings".
U međuvremenu sve lošiji odnos između dva preostala originalna člana benda, doprineo je odluci Dedi Džija da faktički napusti bend i posveti se odgajanju kćerke.
U aprilu 2001. objavljen je DVD "Eleven Promos" sa 11 do tada snimljenih spotova, uključujući i neobjavljeni spot za "Angel". Iste godine bend je sa Dejvidem Bouijem obradio pesmu "Nature Boy", koja se nalazi na saundtreku za film Mulen Ruž!. Iste godine snimljena je i numera "I Against I" nastala u saradnji sa Mos Defom, koja je objavljena sledeće godine i korišćena je u filmu Blejd 2.
U to vreme je i njihova etiketa Melankolic počela da stagnira. Nije bilo izdanja posle 2002, da bi se 2003 konačno rasformirala.

### 2002-2006: 100th Window i Collected, povratak Dadi Džija
Bez Dedi Džija u studiju, Davidž i 3D su radili na četvrtom albumu. Tokom snimanja ovog albuma, 3D je čak razmišljao, kao jedini originalni član, da penzioniše ime Massive Attack. Novi album 100th Window je snimljen u avgustu 2002. godine i objavljen u februaru 2003. godine, sa Šinejd O'Konor, kao gostujućim vokalom na tri pesme i dugogodišnjim saradnikom Endijem Horesom. Više zvučno konceptualan od prethodnih izdanja, bez semplova i obrada drugih izvođača, album je dobio ime kao referencu na knjigu o internet sigurnosti. I pored toga što ga je kritika ocenila lošije u odnosu na prethodnike, album je debitovao je na vrhu britanske top liste.
Nakon objavljivanja albuma, a pred početak turneje u februaru 2003, 3D je uhapšen pod optužbom za dečju pornografiju, kada je u okviru policijske istrage otkriveno da je njegovom kreditnom karticom izvršeno plaćanje na porno sajtu. Mesec dana kasnije oslobođen je optužbi. Čitava situacija dovela je do zbližavanja 3D i Dadi Džija, koji se nakon tri godine vratio u bend i uključen je u promotivnu turneju. Hapšenje je uticalo na početak 100th Window turneje. Turneja, imala je vrlo pažljivo odabrane vizuelne efekte, koje su napravili Junajted Vižual Artists u saradnji sa bendom i bila je toliko tehnički kompleksna, da je bend imao veće rashode od prihoda. Manje ambiciozno, turneja je nastavljena sledeće godine.
2004. godine 3D i Davidž su uradili kompletnu muziku za film Luisa Leterijea Verni Deni, koja je objavljena pod nazivom Deni pas (engl. Danny The Dog), po glavnom liku u filmu, a nakon toga su uradili saundtrek za film "Bullet boy".
Početkom 2005. godine 3D i Davidž su pokrenuli produkcijsku kompaniju "100 Sans", sa namerom da preko nje rade muziku za filmove, a i zajedno su otvorili i studio (poznat kao 100 sans studio, a ponekad i kao Massive Attack studio).
2006. godine objavljuju "Collected" kompilaciju najvećih hitova, koju je najavio singl "Live With Me", sa gostujućim vokalom Terijem Kalijerom. Turneja ovog izdanja uključivala je i severnu Ameriku, prvi put nakon skoro 8 godina.

### 2007-2012: Heligoland era
2007. godine 3D i Davidge su učestvovali na tri saundtreka: "In Prison My Whole Life" (na kome se našla i numera sa Snup Dogom "Calling Mumia"), Bitka u Sijetlu i "Trouble the Water".
Godinu dana kasnije, Massive Attack su izabrani za urednike Meltdaun festivala, gde su u periodu od devet dana nastupali muzičari i bendovi koje je odabrao Massive Attack i uključivali su kako bendove sa kojima su sarađivali i tako i one koji im se sviđaju. Iste godine, bend je dobio drugu Kju nagradu, ovaj put za inovacije u zvuku. Takođe, 3D je snimio numeru "Herculaneum", koja se može čuti na kraju italijanskog filma Gomora.
2009. godine bend je dobio Ivor Novelo nagradu, za izvanredan doprinos britanskoj muzici. Davidž i 3D su se iste godine ponovo sastali sa Dedi Džijem da završe peti album. Tokom nekoliko godina bend je imao dve-tri grube verzije albuma, ali je na kraju uvek odustajao i vraćao se na početak.
Izdavanju albuma prethodilo je objavljivanje EP Splitting The Atom, na kome su se našle četiri numere na kojima su gostujući vokali Tunde Adebimpe ("Pray For The Rain"), Marina Topli Brd ("Psyche"), Gaj Garvi ("Bulletproof Love") i Endi Hores ("Splitting The Atom"). Sledeće godine, materijal koji je imao radni naziv "Weather Underground", objavljen je pod nazivom Heligoland, koji je ime dobio po nemačkom arhipelagu. Album, koji je od strane kritičara dobio bolje ocene u odnosu na svog prethodnika, koproducirao je bend sa Davidžom, dok je dodatnu produkciju radio Tim Goldsvorti. Na Heligolandu, koji su neki opisali kao najkonzistentiji album benda, kao gostujući vokali, ne računajući vokale sa numera sa EP Spliting The Atom, koje su uvrštene u album, su još Houp Sandoval i Dejmon Albarn. Negde pred kraj snimanja albuma, Davidž je, sa željom da se posveti filmskoj muzici, najavio da će prestati da učestvuje u radu benda.
U novembru iste godine objavljen je Atlas Air EP, sa četiri numere, u limitiranom izdanju od 1000 komada.
Sledeće godine objavljena je saradnja sa Burialom "Four Walls/Paradise Circus", u limitiranom izdanju od 1000 komada i čine ju remiksi, do tad neobjavljene, pesme "Fourth Wall" i "Paradise Circus", sa Heligolanda.
2012. godine bend je reizdao svoj debitantski Blue Lines, koji je posvetio preminulom koproducentu tog albuma Džoniju Dolaru.

### 2013-2019: Ritual Spirit EP i povratak Trikija
2013. 3D je potvrdio glasine da bend ponovo sarađuje sa Trikijem, kao i da će materijal sa njim biti uvršten u sledeće izdanje benda.
21. januara 2016. objavljena je Ajfon aplikacija "Fantom", preko koje su korisinici mogli da čuju delove 4 nove pesme koje je aplikacija remiksovala u realnom vremenu, uzimajući u obzir lokaciju telefona, kretanje, doba dana, otkucaje srca i kameru.
2016. godine bend je objavio novi EP Ritual Spirit, sa četiri numere, na kojima pevaju Ruts Manuva, Jang Faders, Azekel i Triki, kome je to prva saradnja sa bendom još od 1994. godine i albuma Protection. EP su napisali i producirali 3D i Juan Dikison, dugogodišnji studijski saradnik benda. Singl "Dear Friend", nastao u saradnji sa Džejmsom Masijom, objavljen je u julu. Nakon toga objavljen je objavljen EP Spoils, koji je sadržao dve pesme, prva istog naziva kao i EP, na kojoj gostuje Houp Sandoval i "Come With Me", na kojoj su sarađivali sa Goustpoetom. Pesme su producirali Dedi Dži i Stju Džekson. Iste godine bend je dobio O2 Silver Klef nagradu za najbolji bend.
2018. bend je reizdao Mezzanin, a nakon toga je promovisao izdanje u sklopu turneje Mezzazine XXI (jubilarna turneja povodom 20 godina od objavljivanja Mezzazina), sa vizuelnim efektima koje je radio Adam Kertis. U sklopu reizdanja objavljen je i Massive Attack V Mad Professor Part II, koji se sastoji od 8 numera sa Mezzazina, koje je remiksovao Med Profesor.

### 2020-Eutopia EP
U julu 2020. godine Massive Attack je objavio audio-vizuelni EP Eutopia, koji su napisali i producirali 3D i Mark Dan. EP sa 3 numere, na kojima gostuju Jang Faders, Sol Vilijams i grupa Alžirs, objavljen je se spotovima za svaku pesmu. Svaka numera obrađuje neku političku temu - globalno otopljavanje, poreske rajeve i univerzalni lični dohodak i praćena je naracijom političkih aktivista Kristijane Figeres (koja je autor Pariskog sporazuma), Gaja Stendinga (osnivača pokreta univerzalnog ličnog dohotka) i Gabrijela Zukmana (izumitelja američke politike poreza za bogate).

## Aktivizam i politika
1999. godine remiks pesme "Protection", koji je uradio Brajan Ino, uvršten je na dobrotvornom albumu Protection, gde je prihod od prodaje bio namenjen saniranju posledica koje je napravio uragan Mič.
Sav prihod od DVD izdanja "Eleven Promos" bend je odlučio da donira Crvenom krstu.
Bend je donirao, britanskom Crvenom krstu i Beira fondu, novac koji je dobio kao naknadu od modne kuće Armani, za korišćenje pesme "Angel" u njihovoj reklami.
2003. Del Naja je sa Dejmonom Albarnom lobirao protiv invazije na Irak,  sarađivali su sa koalicijom Zaustavite rat, a dizajnirali su i finansirali antiratne oglase u britanskom muzičkom nedeljniku Nju Mjuzikal Ekspres.
2005. godine bend je nastupio sa Portishedom na dobrotvornom koncertu u Bristolu, a sredstva skupljena na koncertu su donirana kao pomoć područjima pogođenim cunamijem.
2007. godine Massive Attack je nastupio na dva dobrotvorna koncerta za Houping fondaciju, koja pomaže palestinskoj deci u izbegličkim kampovima.
Prihod od Atlas Air EP izdanja išao je dobrotvornoj organizaciji Ratno dete.
Bend je donirao naknadu za korišćenje pesme "Paradise Circus" u reklami za Linkoln, organizaciji Spasite naš Golf, koja se bavila čišćenjem Golfskog zaliva posle izlivanja nafte 2010. godine.
2011. Del Naja i Tom Jork su, zajedno sa članovima benda Ankl, u decembru 2011 godine održali koncert podrške pokretu "Okupiraj", u napuštenoj zgradi UBS u Londonu.
2014. godine bend je posetio palestinski izbeglički kamp u Libanu. Istom prilikom održali su koncert u saradnji sa Houping fondacijom, a prihod je doniran Al-Nakab centru, koji pomaže izbeglicama.
2015. Massive Attack su potpisali peticiju protiv obnove britanskog Trident oružanog nuklearnog programa, u sklopu kampanje "Vreme je za napredak".
Kada je 2018. izbio skandal sa Fejsbukom i Kembrdiž Analitikom, bend se privremeno povukao sa te društvene mreže. Iste godine objavljen je remiks pesme "Home Of The Whale" kao podrška pokretu Parli za okeane.
2019. bend je najavio da je započeo saradnju sa istraživačkim centrom Univerziteta u Mančesteru, u cilju ispitivanja uticaja muzičke industrije na klimatske promene. Bend će pomoći Tindal istraživačkom centru za klimatske promene da napravi mapu emisije ugljen-dioksida na turneji, sa posebnim osvrtom na ključne tačke gde dolazi do emisije: transport bendova i produkcije, prevoz publike i koncerti.
Massive Attack je podržao demonstrante koji su, u junu 2020. godine, u Bristolu, srušili spomenik Edvarda Kolstona, trgovca robljem. Bend je odbijao da nastupa u hali koja je nosila njegovo ime dok nije promenjeno.

## Zanimljivosti
Omot albuma Heligoland je morao biti izmenjen kako ne bi podsećao na grafit, da bi se mogao koristiti na reklamama u londonskom metrou.
Bend je zajedno sa Adamom Kertisom i JVA, bio deo audio-vizuelnog performansa "Massive Attack v Adam Curtis", kojim je otvoren Mančesterski međunarodni festival 2013. godine.
2016. godine BBC je snimio dokumentarac "Unfinished: The Making Of Massive Attack", koji je govorio o bristolskom zvuku i okolnostima koje su dovele do nastanka debitantskog albuma benda.
Jedna od verzija reizdanja albuma Mezzazin iz 2018. godine je kodirana u niti sintetičke DNK i objavljena je u formi spreja.
2018. godine objavljena je knjiga Massive Attack "Out of comfort zone", koja se bavi kako istorijom benda, tako i istorijom grada u kome su nastali, kao i umetnicima i saradnicima, koji su su pored njih probili.

## Diskografija

### Studijski albumi
- Blue Lines (1991)
- Protection (1994)
- Mezzanine (1998)
- 100th Window (2003)
- Heligoland (2010)

### EPs
- Massive Attack EP (1992)
- Splitting The Atom (2009)
- Atlas Air EP (2010)
- Ritual Spirit (2016)
- Spoils (2016)
- Eutopia (2020)

### Ostala izdanja
- No Protection (1995)
- Singles 90/98 (1998)
- Danny the Dog (2004)
- Collected (2006)
- Massive Attack V Mad Professor Part II (Mezzazine Remix Tapes '98) (2019)

1. ↑  Stone, Rolling; Stone, Rolling (2020-09-22). „The 500 Greatest Albums of All Time”. Rolling Stone (на језику: енглески). Приступљено 2020-12-15.
2. 1 2  „Massive Attack: Blue Lines (remastered) – review”. the Guardian (на језику: енглески). 2012-12-06. Приступљено 2020-11-07.
3. 1 2 3 4 5 6 7 8 9 10 11 12 13  „Cool appeal of Massive Attack” (на језику: енглески). 2003-02-27. Приступљено 2020-11-07.
4. 1 2 3 4 5 6 7 8 9 10 11 12 13 14 15 16 17  O'Hagan, Sean (2012-10-27). „Blue Lines: Massive Attack's blueprint for British pop 21 years on”. The Observer (на језику: енглески). ISSN 0029-7712. Приступљено 2020-11-08.
5. 1 2 3 4 5 6 7  „Through the past darkly”. The Age (на језику: енглески). 2003-03-07. Приступљено 2020-11-17.
6. 1 2 3 4 5 6 7 8 9 10 11 12  „Massive Release”. The Irish Times (на језику: енглески). Приступљено 2020-12-01.
7. 1 2 3 4 5 6 7 8 9 10 11 12 13 14 15  „The brand plays on”. The Sydney Morning Herald (на језику: енглески). 2003-02-15. Приступљено 2020-11-08.
8. 1 2 3 4 5  „Massive Attack talk to Miranda Sawyer”. the Guardian (на језику: енглески). 2008-05-11. Приступљено 2020-11-09.
9. 1 2 3 4 5 6 7  „Reseize, the other newslog.”. rolli.li. Приступљено 2020-11-08.
10. 1 2  „"The comic shop was my gallery": Robert Del Naja recalls Massive Attack's early years”. Fact Magazine (на језику: енглески). 2014-03-06. Приступљено 2020-12-27.
11. 1 2 3 4 5  „Jonny Dollar: Musician and producer whose work with Massive Attack”. The Independent (на језику: енглески). 2011-10-22. Приступљено 2020-12-25.
12. ↑  „Music biz mourns legendary Virgin Records executive Ray Cooper”. www.musicweek.com (на језику: енглески). Приступљено 2021-01-06.
13. ↑  „virgin.com | About Virgin | The Whole Virgin Story | Timeline”. web.archive.org. 2006-01-08. Архивирано из оригинала 08. 01. 2006. г. Приступљено 2021-01-06.
14. ↑  „Case search - Competition - European Commission”. ec.europa.eu. Приступљено 2021-01-06.
15. 1 2 3 4 5 6 7 8 9 10 11 12 13 14 15 16 17  „Massive Attack: 'Phantom funk? Who said that?'”. the Guardian (на језику: енглески). 2009-09-10. Приступљено 2020-11-07.
16. 1 2 3  „Massive Attack & the birth of the "Bristol Sound" - Reader's Digest”. www.readersdigest.co.uk (на језику: енглески). Архивирано из оригинала 10. 01. 2021. г. Приступљено 2021-01-08.
17. ↑  „NME.COM - MASSIVE - Blue Lines - 6/4/1991”. web.archive.org. 2000-10-11. Архивирано из оригинала 11. 10. 2000. г. Приступљено 2020-12-28.
18. 1 2 3 4 5  „From The Archives: The Return of Massive Attack”. Mixmag. Приступљено 2020-11-09.
19. ↑  „Collaborations – Caroline Lavelle” (на језику: енглески). Архивирано из оригинала 16. 01. 2021. г. Приступљено 2020-12-28.
20. ↑  „Tricky [Melody Maker - February 22, 1992]”. www.moon-palace.de. Приступљено 2020-12-28.
21. 1 2 3  „RECORDS / New Releases: Massive Attack - Protection (Virgin, CD/”. The Independent (на језику: енглески). 2011-10-23. Приступљено 2020-12-25.
22. ↑  „NICOLETTE Interview”. www.themilkfactory.co.uk. мај 2005. Архивирано из оригинала 07. 02. 2012. г. Приступљено 01. 12. 2020.
23. 1 2 3 4 5 6 7  „Neil Davidge: Recording 100th Window”. www.soundonsound.com. Приступљено 2020-11-09.
24. ↑  „Massive Attack”. THE INSECTS (на језику: енглески). Приступљено 2020-12-19.
25. 1 2 3 4 5 6 7 8  „Looking Back on Massive Attack's Classic 'Mezzanine' Ahead of 20th Anniversary Tour”. Billboard (на језику: енглески). Приступљено 2020-11-09.
26. ↑  „BBC - Radio 1 - Mary Anne Hobbs - Bristol Scene”. www.bbc.co.uk. Приступљено 2020-11-17.
27. 1 2  Wilkes, Neil (2000-11-11). „In-depth: MTV Europe Music Awards”. Digital Spy (на језику: енглески). Приступљено 2020-11-14.
28. 1 2 3 4  „Massive Attack Videos Head To DVD”. Billboard (на језику: енглески). Приступљено 2020-12-17.
29. 1 2  „Neil Davidge”. www.prsformusic.com (на језику: енглески). Приступљено 2020-11-10.
30. ↑  „War Child's landmark charity album 'Help' reissued to mark its 25th anniversary”. NME | Music, Film, TV, Gaming & Pop Culture News (на језику: енглески). 2020-08-26. Приступљено 2020-12-19.
31. ↑  „Music stars out to help War Child” (на језику: енглески). 2005-09-09. Приступљено 2020-12-31.
32. ↑  „History”. BRIT Awards (на језику: енглески). Архивирано из оригинала 21. 10. 2012. г. Приступљено 2020-11-09.
33. 1 2 3  „Spirit Music Group | Neil Davidge”. www.spiritmusicgroup.com. Приступљено 2020-12-29.
34. ↑  „Neil Davidge Interview - The Art of Minimalism”. MusicTech (на језику: енглески). 2018-12-03. Архивирано из оригинала 09. 01. 2021. г. Приступљено 2021-01-08.
35. ↑  „Massive Attack: Massive aggressive”. web.archive.org. 2003-02-03. Архивирано из оригинала 14. 05. 2011. г. Приступљено 2020-11-09.
36. ↑  Kaufman, Gil. „Massive Attack Form Label”. MTV News (на језику: енглески). Архивирано из оригинала 17. 11. 2020. г. Приступљено 2020-11-15.
37. ↑  Staff, MTV News. „Massive Attack Do The Label Thing”. MTV News (на језику: енглески). Архивирано из оригинала 21. 11. 2020. г. Приступљено 2020-11-15.
38. ↑  Staff, MTV News. „Bush Pops Up On Home Video, "Jackal" And "Werewolf" Soundtracks”. MTV News (на језику: енглески). Приступљено 2020-11-15.[мртва веза]
39. 1 2  „Massive Attack talk to Dorian Lynskey”. the Guardian (на језику: енглески). 2007-02-06. Приступљено 2020-11-09.
40. 1 2 3 4  „Massive Attack: ‘I have total faith in the next generation’”. the Guardian (на језику: енглески). 2019-02-17. Приступљено 2020-12-02.
41. ↑  Nolan, Paul. „Massive Attack: A retrospective on Mezzanine”. Hotpress. Приступљено 2021-01-08.
42. 1 2  „Massive Attack to embark on Mezzanine tour with Cocteau Twins' Liz Fraser”. the Guardian (на језику: енглески). 2018-10-30. Приступљено 2020-12-02.
43. ↑  Stone, Rolling; Stone, Rolling (1998-05-02). „Massive Attack Hit No. 1”. Rolling Stone (на језику: енглески). Архивирано из оригинала 09. 05. 2021. г. Приступљено 2020-12-15.
44. ↑  Smith, Phil (2020-04-20). „‘Mezzanine’: How Massive Attack Took Things To A Whole New Level”. uDiscover Music (на језику: енглески). Приступљено 2020-12-15.
45. ↑  Dazed (2019-09-09). „Robert Del Naja on the technological world of Massive Attack”. Dazed (на језику: енглески). Приступљено 2020-11-07.
46. ↑  „BBC News | Sci/Tech | Massive Attack on the Net”. news.bbc.co.uk. Приступљено 2020-11-14.
47. ↑  „The Q Awards - everyHit.com”. www.everyhit.com. Приступљено 2020-11-14.
48. ↑  „BBC News | Entertainment | Massive Attack blast split stories”. news.bbc.co.uk. Приступљено 2020-11-14.
49. ↑  „BBC News | Entertainment | All Saints top MTV nominations”. news.bbc.co.uk. Приступљено 2020-11-14.
50. ↑  „BBC News | ENTERTAINMENT | Gomez scoops Mercury Prize”. news.bbc.co.uk. Приступљено 2020-11-15.
51. ↑  „What Big Ears They Have! Massive Attack’s Remix Art”. Observer (на језику: енглески). 1999-02-15. Приступљено 2020-12-30.
52. ↑  „BBC NEWS | Special Report | 1999 | 02/99 | Brit Awards | Brits results in full”. news.bbc.co.uk. Приступљено 2020-11-15.
53. ↑  „MUSHROOM: ARE MASSIVE ATTACK KEEPING US IN THE DARK AND FEEDING US BULLSHIT? | NME”. NME Music News, Reviews, Videos, Galleries, Tickets and Blogs | NME.COM (на језику: енглески). 1999-06-15. Приступљено 2020-11-17.
54. ↑  „BBC News | Entertainment | Massive Attack blast split stories”. news.bbc.co.uk. Приступљено 2020-12-17.
55. ↑  „MUSHROOM TO ROAM | NME”. NME Music News, Reviews, Videos, Galleries, Tickets and Blogs | NME.COM (на језику: енглески). 1999-08-09. Приступљено 2020-11-17.
56. 1 2  Archive-David-Basham. „Massive Attack Licenses Track For Charity”. MTV News (на језику: енглески). Приступљено 2020-12-25.[мртва веза]
57. ↑  „MASSIVE COMPILATION! | NME”. NME | Music, Film, TV, Gaming & Pop Culture News (на језику: енглески). 2001-09-25. Приступљено 2020-12-28.
58. ↑  „Double Take: 'Nature Boy' Nat King Cole / Massive Attack”. The Independent (на језику: енглески). 2013-12-09. Приступљено 2020-12-25.
59. ↑  „MASSIVE DECISION IMMINENT? | NME”. NME | Music, Film, TV, Gaming & Pop Culture News (на језику: енглески). 2002-05-24. Приступљено 2020-12-29.
60. ↑  „CUTTING EDGE! | NME”. NME | Music, Film, TV, Gaming & Pop Culture News (на језику: енглески). 2002-03-01. Приступљено 2020-12-29.
61. ↑  Puleston, Andy. „BBC - Music - Review of Massive Attack - 100th Window”. www.bbc.co.uk (на језику: енглески). Приступљено 2020-12-02.
62. ↑  Petridis, Alexis (2003-02-07). „Pop CD: Massive Attack, 100th Window”. The Guardian (на језику: енглески). ISSN 0261-3077. Приступљено 2020-12-02.
63. 1 2 3  „Massive Attack's Robert del Naja: a victim of the 'nudge-nudge culture'”. the Guardian (на језику: енглески). 2003-04-11. Приступљено 2020-11-09.
64. ↑  „No porn charges for music star” (на језику: енглески). 2003-03-21. Приступљено 2020-11-14.
65. ↑  „Massive Attack delay tour dates” (на језику: енглески). 2003-03-05. Приступљено 2020-12-17.
66. ↑  „Massive Attack and the digital age: Hans Ulrich Obrist interviews UVA's Matt Clark”. The Vinyl Factory (на језику: енглески). 2019-11-28. Приступљено 2020-11-10.
67. 1 2  „Massive Attack's New Studio”. www.soundonsound.com. Приступљено 2020-12-15.
68. ↑  Smith, Jack. „BBC - Music - Review of Massive Attack - Collected”. www.bbc.co.uk (на језику: енглески). Приступљено 2020-12-17.
69. ↑  „Massive Attack reveal new album details | NME”. NME | Music, Film, TV, Gaming & Pop Culture News (на језику: енглески). 2006-01-04. Приступљено 2020-12-28.
70. ↑  „Snoop Dogg and Massive Attack in new collaboration | NME”. NME | Music, Film, TV, Gaming & Pop Culture News (на језику: енглески). 2008-11-03. Приступљено 2020-12-28.
71. 1 2  Pattison, Louis (2008-02-15). „Will Meltdown 2008 be a Massive success?”. The Guardian (на језику: енглески). ISSN 0261-3077. Приступљено 2020-12-29.
72. ↑  „Trouble the Water”. elsewherefilms.org. Приступљено 2020-12-29.
73. ↑  Action, Lake Tahoe. „LTCC presents Sundance winner”. www.tahoedailytribune.com (на језику: енглески). Приступљено 2020-12-29.
74. 1 2  „Massive Attack to curate Meltdown” (на језику: енглески). 2008-02-14. Приступљено 2020-12-17.
75. ↑  Gibson, Owen; correspondent, media (2008-02-15). „Meltdown launches Massive Attack as festival curators”. The Guardian (на језику: енглески). ISSN 0261-3077. Приступљено 2020-12-17.
76. ↑  „A Meltdown to remember”. Metro (на језику: енглески). 2008-06-23. Приступљено 2020-12-17.
77. ↑  entertainment. „Q Awards 2008: The Winners”. Entertainment.ie. Приступљено 2020-11-14.
78. ↑  „Massive Attack's 3D records film soundtrack | NME”. NME | Music, Film, TV, Gaming & Pop Culture News (на језику: енглески). 2008-10-13. Приступљено 2020-12-26.
79. ↑  „Double Novello triumph for Elbow” (на језику: енглески). 2009-05-21. Приступљено 2020-11-15.
80. ↑  „Ivor Novello Winners Announcement 2009”. www.prsformusic.com (на језику: енглески). Приступљено 2020-11-15.
81. ↑  „2009 Ivor Novello awards: The winners” (на језику: енглески). 2009-05-21. Приступљено 2020-11-15.
82. ↑  „Massive Attack: Two Man Army | Interview | The Skinny”. www.theskinny.co.uk (на језику: енглески). Приступљено 2020-12-28.
83. ↑  Breihan, Tom. „Tunde Adebimpe to Guest on Massive Attack EP”. Pitchfork (на језику: енглески). Приступљено 2020-12-02.
84. ↑  Newsdesk, The Hot Press. „Massive Attack confirm EP release”. Hotpress. Приступљено 2021-01-08.
85. 1 2  Gill, Jaime. „BBC - Music - Review of Massive Attack - Heligoland”. www.bbc.co.uk (на језику: енглески). Приступљено 2020-12-02.
86. 1 2  „Massive Attack: Heligoland | CD review”. the Guardian (на језику: енглески). 2010-02-04. Приступљено 2020-12-02.
87. 1 2  „Album review: Massive Attack - 'Heligoland' (Virgin) | NME”. NME | Music, Film, TV, Gaming & Pop Culture News (на језику: енглески). 2010-02-08. Приступљено 2020-12-02.
88. ↑  „The Professionals: An Interview With Neil Davidge”. MusicTech (на језику: енглески). 2014-06-27. Архивирано из оригинала 09. 01. 2021. г. Приступљено 2021-01-08.
89. ↑  „Interview: Neil Davidge on Slo Light, The West Wing and the Magic of Music -”. mxdwn Music (на језику: енглески). 2014-01-30. Приступљено 2021-01-08.
90. 1 2  „Massive Attack deliver limited edition Atlas Air EP”. Fact Magazine (на језику: енглески). 2010-11-03. Приступљено 2020-12-19.
91. 1 2  „Massive Attack team up with Elbow's Guy Garvey for War Child EP | NME”. NME | Music, Film, TV, Gaming & Pop Culture News (на језику: енглески). 2010-09-08. Приступљено 2020-12-19.
92. ↑  „Massive Attack post Burial remix of new single 'Four Walls' online – video | NME”. NME | Music, Film, TV, Gaming & Pop Culture News (на језику: енглески). 2011-10-11. Приступљено 2020-12-28.
93. ↑  „Massive Attack’s Robert Del Naja confirms Tricky reunion”. Metro (на језику: енглески). 2013-05-23. Приступљено 2020-12-17.
94. ↑  Monroe, Jazz. „Massive Attack Launch App Containing New Music”. Pitchfork (на језику: енглески). Приступљено 2020-12-17.
95. ↑  „Massive Attack reveal EP artwork and tracklisting | NME”. NME | Music, Film, TV, Gaming & Pop Culture News (на језику: енглески). 2016-01-23. Приступљено 2020-12-02.
96. 1 2  „Massive Attack drop Ritual Spirit EP with Tricky, Roots Manuva”. Fact Magazine (на језику: енглески). 2016-01-28. Приступљено 2020-12-02.
97. ↑  Blistein, Jon; Blistein, Jon (2016-01-28). „Massive Attack Reunite With Tricky on New 'Ritual Spirit' EP”. Rolling Stone (на језику: енглески). Приступљено 2020-12-30.
98. ↑  Monroe, Jazz. „Massive Attack Announce New Single “Dear Friend””. Pitchfork (на језику: енглески). Приступљено 2021-01-08.
99. ↑  „Massive Attack and Hope Sandoval team up for "The Spoils" -- listen”. Consequence of Sound (на језику: енглески). 2016-07-29. Приступљено 2020-12-26.
100. 1 2  „Massive Attack release new tracks, 'Come Near Me' and 'The Spoils'”. Resident Advisor. Приступљено 2020-12-27.[мртва веза]
101. ↑  „Nordoff Robbins unveils final O2 Silver Clef award winners for 2016”. www.musicweek.com (на језику: енглески). Приступљено 2020-12-31.
102. ↑  „Silver Clef Award Winners Archive”. Nordoff Robbins (на језику: енглески). Приступљено 2020-12-31.
103. ↑  „Massive Attack announce special re-release of 'Mezzanine'”. NME | Music, Film, TV, Gaming & Pop Culture News (на језику: енглески). 2018-09-13. Приступљено 2020-12-02.
104. ↑  „Mad Professor's dub version of Massive Attack's 'Mezzanine' is coming on vinyl”. Mixmag. Приступљено 2020-12-27.
105. ↑  „Review: Massive Attack V Mad Professor ‎- Massive Attack V Mad Professor Part II (Mezzanine Remix Tapes '98)”. Resident Advisor. Архивирано из оригинала 13. 07. 2020. г. Приступљено 2020-12-27.
106. 1 2 3  „Massive Attack debut stunning audio-visual EP 'Eutopia'”. NME | Music, Film, TV, Gaming & Pop Culture News (на језику: енглески). 2020-07-10. Приступљено 2020-12-02.
107. 1 2  „Massive Attack's Eutopia addresses our need for a radical global change | Public Pressure”. www.publicpressure.org. Архивирано из оригинала 22. 07. 2020. г. Приступљено 2020-12-02.
108. ↑  „BBC News | Entertainment | Storm protection”. news.bbc.co.uk. Приступљено 2020-12-31.
109. ↑  „MASSIVE CAMPAIGN CONTINUES! | NME”. NME | Music, Film, TV, Gaming & Pop Culture News (на језику: енглески). 2003-01-14. Приступљено 2020-12-28.
110. ↑  „MASSIVE ATTACK AND PORTISHEAD TEAM UP FOR CHARITY GIG | NME”. NME | Music, Film, TV, Gaming & Pop Culture News (на језику: енглески). 2005-01-14. Приступљено 2020-12-31.
111. ↑  „BBC - Bristol - Entertainment - Tsunami gig: Reviewed”. www.bbc.co.uk. Приступљено 2020-12-31.
112. ↑  „Massive Attack Donate Proceeds of Lincoln Car Commercial To Clean-Up Efforts In The Gulf of Mexico | Save Our Gulf”. saveourgulf.org. Архивирано из оригинала 12. 08. 2020. г. Приступљено 2020-12-30.
113. ↑  „Music world puts on 'thank you' gig in solidarity with Occupy London”. the Guardian (на језику: енглески). 2011-12-07. Приступљено 2020-12-17.
114. ↑  „Massive Attack visit Palestinian refugees in Lebanon”. The Independent (на језику: енглески). 2014-07-29. Приступљено 2020-12-25.
115. ↑  „A host of celebrities have joined the SNP, Greens and Plaid Cymru in a new online petition”. The Independent (на језику: енглески). 2015-04-25. Приступљено 2020-12-30.
116. 1 2  „Massive Attack are marking the 20th anniversary of 'Mezzanine' by re-releasing it in a very bizarre format | NME”. NME | Music, Film, TV, Gaming & Pop Culture News (на језику: енглески). 2018-04-20. Приступљено 2020-12-02.
117. ↑  „Massive Attack Supports Parley with "Home of the Whale"”. PARLEY (на језику: енглески). Приступљено 2020-12-30.
118. ↑  „We’ve toured the world for years. To help save the planet we’ll have to change | Massive Attack”. the Guardian (на језику: енглески). 2019-11-28. Приступљено 2020-12-30.
119. ↑  „Massive Attack say Edward Colston statue in Bristol "should never have been a public monument"”. NME | Music, Film, TV, Gaming & Pop Culture News (на језику: енглески). 2020-06-09. Приступљено 2020-12-02.
120. ↑  „How Bristol's gracious mansions mask the shameful past of Britain's links to slavery”. the Guardian (на језику: енглески). 2014-01-12. Приступљено 2020-12-17.
121. ↑  „Tube 'censors' street art adverts” (на језику: енглески). 2010-02-18. Приступљено 2020-12-17.
122. ↑  „Massive Attack v Adam Curtis open Manchester International Festival | NME”. NME | Music, Film, TV, Gaming & Pop Culture News (на језику: енглески). 2013-07-05. Приступљено 2020-12-26.
123. ↑  www.bbc.co.uk https://www.bbc.co.uk/mediacentre/proginfo/2017/10/unfinished:-the-making-of-massive-attack. Приступљено 2020-12-26. Недостаје или је празан параметар |title= (помоћ)
124. ↑  Catchpole, Matt (2018-02-09). „THE WILD BUNCH – New Book Tells The Story Of Massive Attack, Trip Hop And The Influential ‘Bristol Scene’”. Essentially Pop (на језику: енглески). Приступљено 2020-12-26.